# 親和銀行
株式会社親和銀行是總店位於日本長崎縣佐世保市的地方銀行。長崎縣的指定金融機關（與十八銀行相同）。親和銀行的名稱是由佐世保鎮守府長官，合併當時為海軍大臣的米内光政命名（翌年即1940年任内閣總理大臣）。由米內揮毫的「親和」橫額現置於佐世保市的總店内。與同以佐世保市為根據地的第二地方銀行九州銀行於2001年作經營統合，現屬九州親和控股（已解散）旗下，其後在2007年成為福岡金融集團股份有限公司旗下公司。

## 沿革
- 1879年2月15日 第九十九國立銀行於現在的平戶市成立。
- 1939年9月7日 佐世保商業銀行與佐世保銀行合併、成為株式会社親和銀行。
- 2002年4月1日 成為新成立的株式会社九州親和控股（已解散併入福岡金融集團股份有限公司）的子公司。
- 2003年4月1日 與九州銀行作合併。
- 2007年10月1日 親和銀行成為福岡金融集團股份有限公司旗下公司。

## 建築
佐世保市總店分3期建設。第3期的建築有「懐霄館」之名。
總店、東京支店的親和銀行由白井晟一設計。

## 關連項目
- 日本銀行一覽

## 外部連結
- 親和銀行 （页面存档备份，存于）
- 福岡金融集團股份有限公司 （页面存档备份，存于）
- Ｖ・ファーレン長崎 （页面存档备份，存于）